# گوهرملخان
گوهرملخان یا جلف‌ملخان (نام علمی: Pyrgomorphidae) نام یک تیره از زیرراسته ملخ است.